# 史進

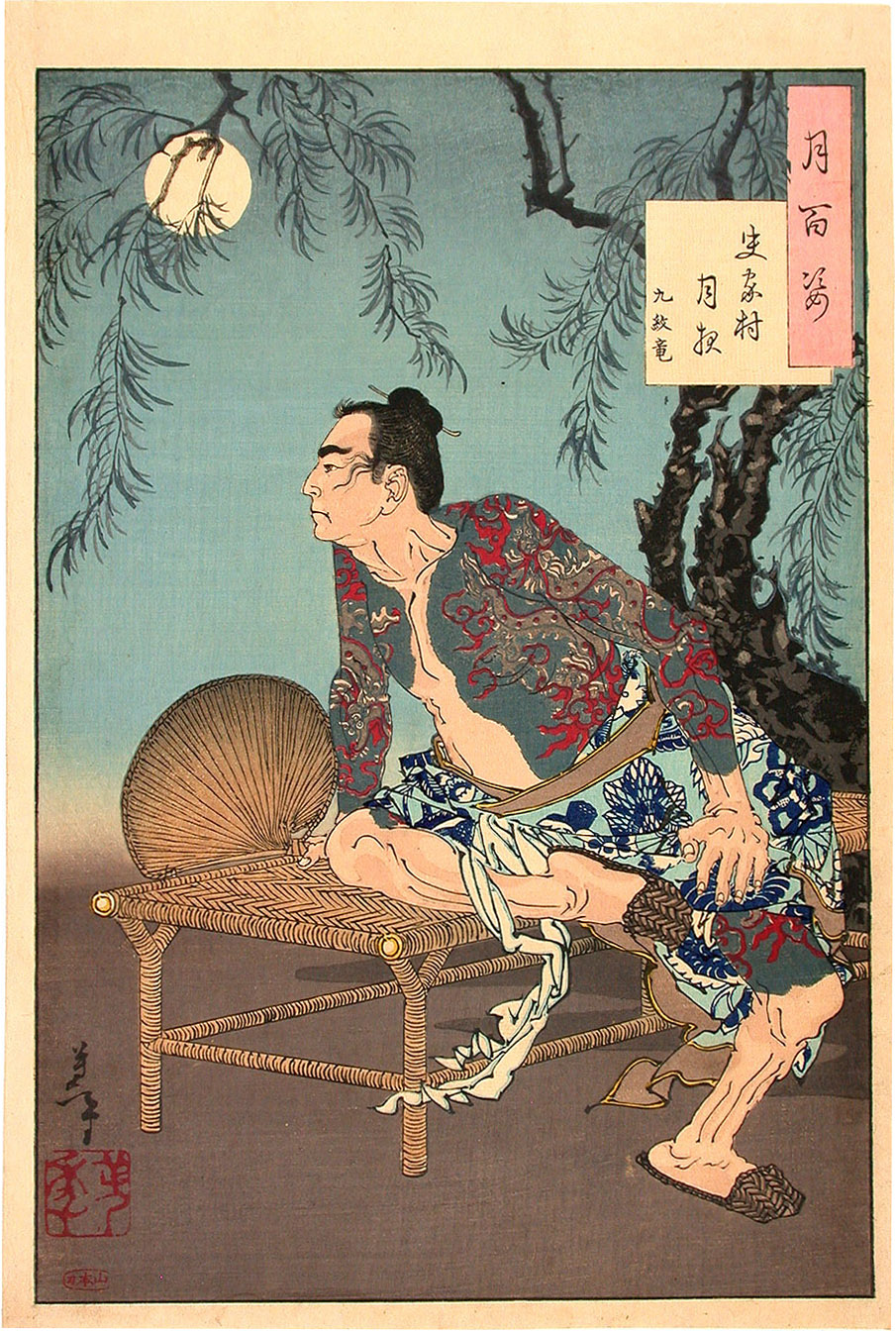
『史家村月夜』（月岡芳年『月百姿』）

史 進（し しん）は、中国の小説で四大奇書の一つである『水滸伝』の登場人物。宋の反乱軍の首領・史斌をモデルとして創作した人物とされている。
天微星の生まれ変わりで、序列は梁山泊第二十三位の好漢。登場時は18、9歳。精悍な美丈夫で上半身に9匹の青竜を象った見事な刺青があるためあだ名は九紋龍（くもんりゅう）。禁軍教頭王進に武芸十八般の教授を受け、特に両刃三尖刀（大刀の刃が三叉に分かれたもの）の使い手である。108星中、最初に登場するが、前半の活躍に比べ、後半は度々失態を演じるなど尻すぼみに終わってしまう。日本では若く刺青を入れているという設定が粋好みの江戸っ子に気に入られたため、江戸時代は武者絵の題材に好まれ「九紋竜」の四股名をもつ力士が現れるほどの人気を博した。

## 生涯
史進は華陰県の史家村の保正の一人息子だが百姓仕事が大嫌いで、武芸にばかりのめりこんでいた。母親はその心労で死んでしまうが、父親は半ばあきらめて腕の立つ師匠を探し、浪人上がりの李忠のもとで武芸をやったり、刺青師にイレズミを彫らせてやったりした。ある晩、いつものように庭で棒の稽古をしていたが、後ろから「なかなかの腕だが、これでは真の達人には手も足も出まい。」という声がする。見ると5日ほど前から父を訪ねて屋敷に逗留している男である。自分の腕を馬鹿にされた史進は激怒し、渋る男に立合いを申し入れるが、男はとてつもなく強くあっというまに倒されてしまう。聞くと男は禁軍武術師範・王進で、上官の高俅に因縁をつけられ都を落ち延びてきたのだ。史進は平伏叩頭して弟子入りを志願、父の説得もあり王進もこれを受け入れ武芸十八般の奥義を授けた。やがて半年後、王進は史進の腕が熟達したのを見届けると史家村を去って延安府へ向かい、史進は涙ながらにこれを見送った。
その後、しばらくして父親が病死し、家業を継ぐことになる。村を襲撃してきた少華山の山賊朱武、陳達、楊春と交戦、陳達を一騎討ちで破り捕らえるが、他の二人の首領が身に寸鉄も帯びずに陳達の釈放を求めにやって来た情誼に打たれ、逆に彼らと交流をもち始める。しかし彼らとのやり取りの手紙が猟師の李吉に盗まれて役人に露見され、李吉を斬るなど捕り方と散々大立ち回りを演じた後、自分たちの首領にとの三人の誘いを蹴って、故郷を出奔し放浪の旅に出た。途中立ち寄った渭州で提轄の魯達（後の魯智深）と意気投合し、魯達が旅芸人の金老爺と金翠蓮父娘を恫喝している悪徳商人の鎮関西・鄭屠を撲殺したことで、李忠とともに役人に疑われてしまい、騒動に巻き込まれて魯達と李忠と別れる形で延安府を出奔して、師の王進を捜した。しかし、再会が果たされずに、行者に扮した。後に出家した魯智深と再会し、瓦灌寺の凶賊である生鉄仏崔道成と飛天夜叉丘小乙たちを退治した。再び彼と別れた後は再び諸国を放浪した後、結局少華山に戻り首領に迎えられる。
数年の後、華州の太守が娘をかどわかすという非道を行っていると知った史進は憤慨し太守を殺しに行くが、捕らえられてしまう。しかしすでに梁山泊入りしていた魯智深と梁山泊の好漢に救い出されそのまま仲間とともに梁山泊入りする。魯智深の推薦もあったが、その後は芒碭山の樊瑞一味との戦いでは先鋒を務めるも敗れ、東平府攻略戦では潜入に失敗するなど、失態を繰り返した。
百八星集結後は、騎兵軍八虎将兼先鋒使の一人に任じられる。官軍での戦いでは童貫軍の武将を一人討ち、帰順後も多数の敵将を討ち取るが、強敵に後れを取ることもあった。最後は方臘討伐戦で敵の守る昱嶺関を石秀と師の李忠ら5人の頭領と偵察に出向くも、敵に察知され、弓の名手龐万春によって喉を射抜かれ絶命、他の5人も潜んでいた弓兵に全員射殺されてしまった。

## 補足
史進にはモデルとなる人物が存在する。その人物は史斌（しひん）と言い山東で蜂起した宋江の一味であると史料に記されている。彼は南宋の始め、建炎元年（1127年）7月、興州で反乱し帝号を称し、「劇賊」（勢力の大きい賊）といわれ、政府軍にも同調者が出るほどであった（宋史曲端伝）。しかし四川に攻め込もうとして撃退され、勢力を関中から駆逐される。そこで起死回生を狙い長安に侵攻するが、建炎二年に呉玠に敗れて斬られたと正史『宋史』高宗本紀などに記載されている。